# This Is the Life (песма Ејми Макдоналд)
„This Is the Life“ је песма шкотске кантаутроке Ејми Макдоналд. Издата је 10. децембра 2007, као четврти сингл са албума „This Is the Life“.